# Fritz Thiedemann
Fritz Thiedemann (Weddinghusen, 3 de marzo de 1918-Heide, 8 de enero de 2000) fue un jinete alemán que compitió en las modalidades de doma y salto ecuestre.
Participó en tres Juegos Olímpicos de Verano, obteniendo en total cuatro medallas, dos de bronce en Helsinki 1952, en las pruebas de salto individual y doma por equipos (junto con Heinz Pollay e Ida von Nagel), oro en Estocolmo 1956, salto por equipos (con Hans Günter Winkler y Alfons Lütke-Westhues) y oro en Roma 1960, salto por equipos (con Hans Günter Winkler y Alwin Schockemöhle).
Ganó dos medallas en el Campeonato Mundial de Saltos Ecuestres, plata en 1953 y bronce en 1956, y dos medallas en el Campeonato Europeo de Saltos Ecuestres, oro en 1958 y bronce en 1959.

## Palmarés internacional
| Representando a Alemania                 |                      |                   |             |
| Juegos Olímpicos                         |                      |                   |             |
| Año                                      | Lugar                | Medalla           | Categoría   |
| 1952                                     | Helsinki (Finlandia) | Medalla de bronce | Individual  |
| Representando al Equipo Alemán Unificado |                      |                   |             |
| Juegos Olímpicos                         |                      |                   |             |
| Año                                      | Lugar                | Medalla           | Categoría   |
| 1956                                     | Estocolmo (Suecia)   | Medalla de oro    | Por equipos |
| 1960                                     | Roma (Italia)        | Medalla de oro    | Por equipos |
| Representando a la RFA                   |                      |                   |             |
| Campeonato Mundial                       |                      |                   |             |
| Año                                      | Lugar                | Medalla           | Categoría   |
| 1953                                     | París (Francia)      | Medalla de plata  | Individual  |
| 1956                                     | Aquisgrán (RFA)      | Medalla de bronce | Individual  |
| Campeonato Europeo                       |                      |                   |             |
| Año                                      | Lugar                | Medalla           | Categoría   |
| 1958                                     | Aquisgrán (RFA)      | Medalla de oro    | Individual  |
| 1959                                     | París (Francia)      | Medalla de bronce | Individual  |

| Representando a Alemania |                      |                   |             |
| Juegos Olímpicos         |                      |                   |             |
| Año                      | Lugar                | Medalla           | Categoría   |
| 1952                     | Helsinki (Finlandia) | Medalla de bronce | Por equipos |